# Španjolski nogometni savez
Kraljevski španjolski nogometni savez (Španjolski: Real Federación Española de Fútbol, RFEF) vrhovno je nogometno tijelo u Španjolskoj. Ono upravlja svim nogometnim natjecanjima, a to uključuje La Ligu, Segundu Division i Segundu Division B. Također upravljaju Tercerom Division, Španjolskim kupom, Španjolskim Superkupom i Španjolskom nogometnom reprezentacijom.
Sjedište im je u Las Rozasu, općini pokraj glavnog grada Madrida.
| Europski nogometni savezi (UEFA) | Europski nogometni savezi (UEFA) |
| --- | -------------------------------- |
| |                                  |
| Albanija • Andora • Armenija • Austrija • Azerbajdžan • Belgija • Bjelorusija • BiH • Bugarska • Cipar • Crna Gora • Češka • Danska • Engleska • Estonija • Finska • Farskih Otoka • Francuska • Gibraltar • Grčka • Gruzija • Hrvatska • Irska • Island • Italija • Izrael • Kazahstan • Kosovo • Latvija • Lihtenštajn • Litva • Luksemburg • Mađarska • Malta • Moldova • Nizozemska • Norveška • Njemačka • Poljska • Portugal • Rumunjska • Rusija • San Marino • Srbija • Sjeverna Irska • Sjeverna Makedonija • Slovačka • Slovenija • Škotska • Španjolska • Švedska • Švicarska • Turska • Ukrajina • Wales |                                  |
| |                                  |
| Bivše članice ČSSR • Jugoslavija • DR Njemačka • SR Njemačka • SiCG • SSSR |                                  |
| Bivše članice |                                  |
| |                                  |
| ČSSR • Jugoslavija • DR Njemačka • SR Njemačka • SiCG • SSSR |                                  |

| Bivše članice                                                |
|                                                              |
| ČSSR • Jugoslavija • DR Njemačka • SR Njemačka • SiCG • SSSR |

| Europski nogometni savezi (UEFA) | Europski nogometni savezi (UEFA) |
| --- | -------------------------------- |
| |                                  |
| Albanija • Andora • Armenija • Austrija • Azerbajdžan • Belgija • Bjelorusija • BiH • Bugarska • Cipar • Crna Gora • Češka • Danska • Engleska • Estonija • Finska • Farskih Otoka • Francuska • Gibraltar • Grčka • Gruzija • Hrvatska • Irska • Island • Italija • Izrael • Kazahstan • Kosovo • Latvija • Lihtenštajn • Litva • Luksemburg • Mađarska • Malta • Moldova • Nizozemska • Norveška • Njemačka • Poljska • Portugal • Rumunjska • Rusija • San Marino • Srbija • Sjeverna Irska • Sjeverna Makedonija • Slovačka • Slovenija • Škotska • Španjolska • Švedska • Švicarska • Turska • Ukrajina • Wales |                                  |
| |                                  |
| Bivše članice ČSSR • Jugoslavija • DR Njemačka • SR Njemačka • SiCG • SSSR |                                  |
| Bivše članice |                                  |
| |                                  |
| ČSSR • Jugoslavija • DR Njemačka • SR Njemačka • SiCG • SSSR |                                  |

| Bivše članice                                                |
|                                                              |
| ČSSR • Jugoslavija • DR Njemačka • SR Njemačka • SiCG • SSSR |

| Nogomet u Španjolskoj                                | Nogomet u Španjolskoj |
| ---------------------------------------------------- | --- |
|                                                      | |
| RFEF                                                 | |
|                                                      | |
| Reprezentacije                                       | Reprezentacija • U-21 |
|                                                      | |
| Ligaška natjecanja                                   | La Liga • Segunda División • Segunda División B (4 divizije) • Tercera División (18 divizija) • Divisiones Regionales • Division de Honor Juvenil (7 divizija) |
|                                                      | |
| Kup natjecanja                                       | Copa del Rey • Copa de la Liga • Supercopa de España • Copa Federación de España • Copa de Campeones Juvenil • Copa del Rey Juvenil                            |
|                                                      | |
| Ostalo                                               | Tablica La Lige svih vremena |
|                                                      | |
| Popis klubova • Popis nogometaša • Strani nogometaši | |

| Nogomet u Španjolskoj                                | Nogomet u Španjolskoj |
| ---------------------------------------------------- | --- |
|                                                      | |
| RFEF                                                 | |
|                                                      | |
| Reprezentacije                                       | Reprezentacija • U-21 |
|                                                      | |
| Ligaška natjecanja                                   | La Liga • Segunda División • Segunda División B (4 divizije) • Tercera División (18 divizija) • Divisiones Regionales • Division de Honor Juvenil (7 divizija) |
|                                                      | |
| Kup natjecanja                                       | Copa del Rey • Copa de la Liga • Supercopa de España • Copa Federación de España • Copa de Campeones Juvenil • Copa del Rey Juvenil                            |
|                                                      | |
| Ostalo                                               | Tablica La Lige svih vremena |
|                                                      | |
| Popis klubova • Popis nogometaša • Strani nogometaši | |